# زبان بورگوندی (ژرمنی)
زبان بورگوندی زبانی مرده از شاخه زبان‌های ژرمنی شرقی است و زبان بورگوندی‌ها در قرن چهارم و پنجم میلادی بوده است.
اطلاعات زیادی از این زبان در دست نیست، اما برخی اسم‌های خاص از این زبان به جای مانده است.